# 2005 a tudományban
2005 a tudományban és a technológiában.

## Biológia
- augusztus 31. – Publikálták a közönséges csimpánz teljes genetikai állományának géntérképét.
- október 5. – A spanyolnáthát és a madárinfluenzát okozó vírusok között közeli hasonlóságot mutattak ki.
- november 30. – Francia sebészek véghezviszik az első arctranszplantációt.

## Csillagászat
- február 23. – A csillagászok bejelentik a VIRGOHI21 galaxis felfedezését, mely szinte csak sötét anyagból áll. Az eredményeket itt közölték: Astrophysics Journal.

## Geológia
- március 28. – 8,7-es erősségű földrengés Szumátrában, 1300 halott.
- augusztus 29. – A Katrina hurrikán eléri az amerikai partokat. A trópusi ciklon következtében New Orleans jelentős része víz alá kerül. A katasztrófa ezernél több halálos áldozatot követel.
- október 8. – 7,6-os erősségű földrengés Észak-Pakisztánban, 80 000 halott.

## Klimatológia
- január 27. – A climateprediction.net projekt kutatói az Oxfordi Egyetemen végzett számítások alapján bejelentik, hogy a globális átlaghőmérséklet várhatóan 3,4 °C-kat fog emelkedni. Az eredményeket itt publikálták: Nature.

## Matematika
- december 15. – Megtalálták a 43. Mersenne-prímet, a 230 402 457 ‒ 1. A sikert a GIMPS projekt keretében Curtis Cooper és Steven Boone professzor érte el a Közép Missouri Állami Egyetemen.

## Paleontológia
- január 13. – Kínai paleontológusok bejelentik a Repenomamus robustus és a Repenomamus giganticus fosszíliáinak megtalálását. Ezek az emlősök 130 millió éve éltek. A maradványok azt bizonyítják, hogy ezek az emlősök kis méretű dinoszauruszokat ettek. Az eredményeket itt publikálták: Nature.
- február 17. – Két, eredetileg Richard Leakey által 1967-ben megtalált etiópiai koponyát (Omo I és Omo II) 195 000 évesre datáltak újonnan végzett vizsgálatok alapján, melyek így a legrégebbi Homo Sapiens maradványoknak számítanak. Az eredményeket itt publikálták: Nature.

## Fizika
- Ez az év a Fizika nemzetközi évének lett kikiáltva, Albert Einstein 1905-ös publikációjának 100. évfordulója tiszteletére.

## Űrkutatás

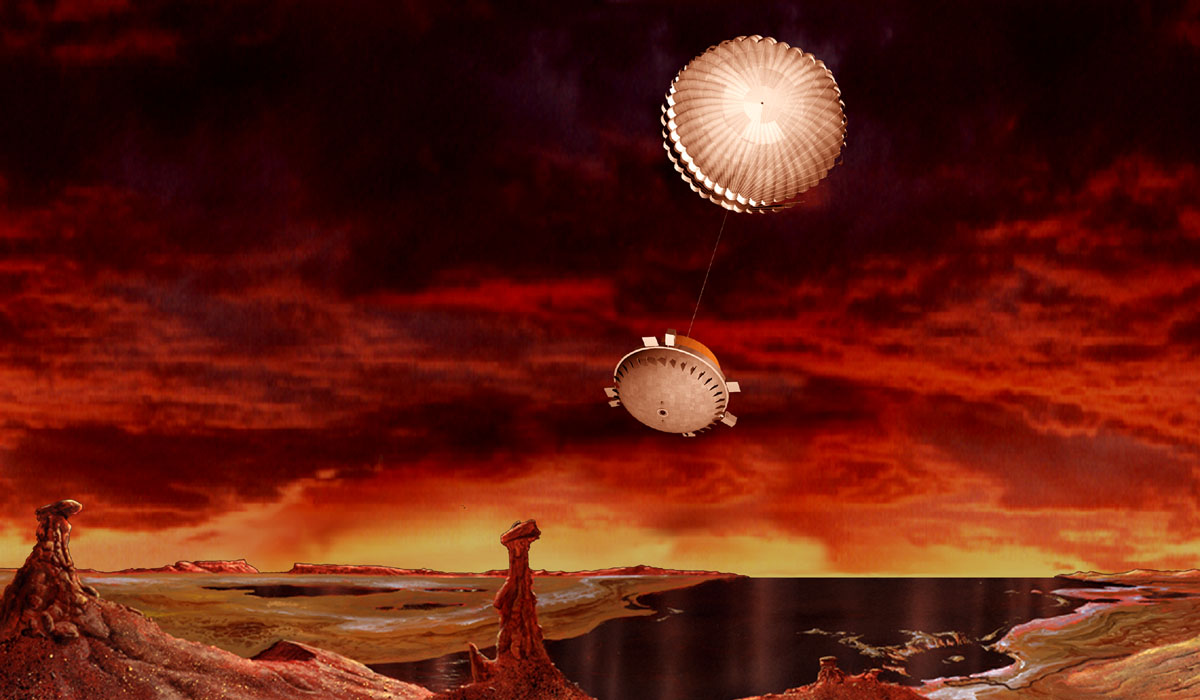
A Huygens a Titánra való leereszkedés közben

- január 14. – A Huygens űrszonda sikeresen elérte a Titán légkörét és a Cassini–Huygens szondán keresztül küldte adatait a Földre. Túlélte a leszállást is a Titán felszínére, ahonnan képeket továbbított több mint egy órán át.
- január 26. – Az ESA SMART–1 szondája Holdhoz közeli képeket kezd sugározni.
- február 7. – A NASA bejelenti, hogy nem hosszabbítják meg a Hubble űrtávcső működési idejét, és hamarosan az egyik óceánban csapódva fejezi be kivételes pályafutását, illetve bejelentik a Jupiter Icy Moons Orbiter (Jimo) küldetés leállítását is.
- február 12. – Az ESA sikeresen felbocsát egy Ariane 5 ECA hordozórakétát három műholddal a fedélzetén. A legutóbbi hasonló jellegű kísérlet kudarcba fulladt, amikor 2002 decemberében a rakéta nem sokkal a felbocsátás után felrobbant.
- július 4. – A Deep Impact űrszonda becsapódó szondája sikeresen ütközik a Tempel 1 üstökössel. Számtalan teleszkóp rögzíti az esetet felvételeiken. A küldetés célja az üstökösök magjának vizsgálata volt.

## Díjak
- Nobel-díj
  - Fiziológiai és orvostudományi Nobel-díj: Barry Marshall és Robin Warren megosztva a „Helicobacter pylori nevű baktérium felfedezéséért, illetve annak megállapításáért, hogy a Helicobacter-fertőzés felelős a gyomor- és bélbetegségek egy részéért”.
  - Fizikai Nobel-díj: Roy Glauber (USA) „az optikai koherenciával kapcsolatos kvantumelmélet továbbfejlesztéséért”, illetve John Hall (USA) és Theodor Hänsch (Németország) „a lézer alapú precíziós színképelemzés kifejlesztésében való közreműködésükért”.
  - Kémiai Nobel-díj: Yves Chauvin, Robert Grubbs és Richard Schrock „A szerves szintézisen belüli metatézis-módszer kifejlesztéséért”.
- Abel-díj a matematikában: Lax Péter

## Kinevezések
- február 7. – Az amerikai Tudományos Akadémia új vezetője, aki július 1-jén kezdi meg 6 éves tevékenységét Ralph Cicerone, aki Bruce Alberts-től veszi át a munkát.
- február 25.
  - – Robert Kirby-Harris az Egyesült Királyság fizika intézetének vezetője.
  - – Keith Mason az új vezetője a Részecskefizikai és Csillagászati Kutató Tanácsnak az Egyesült Királyságban.
  - – Daniel Höchli a Swiss National Science Foundation új vezetője.
- április 13. – Michael D. Griffin követi Sean O'Keefe-t a NASA vezetői posztján.
- december 6. – Kaname Ikeda lesz az International Thermonuclear Experimental Reactor vezetője.

## Halálozások
- február 3. – Ernst Mayr (született 1904), vezető evolúcióbiológus.
- február 6. – Hubert Curien (született 1924), a CERN egykori elnöke, az ESA első vezetője.
- február 10. – D. Allan Bromley, a Yale Egyetem A. W. Wright Nuclear Structure Laboratory vezetője.
- március 6. – Hans Bethe német-amerikai Nobel-díjas fizikus, fizikai Nobel-díjat kapott (1967) a csillagok energiatermelési mechanizmusainak feltárásáért (* 1906).
- május 13. – George Dantzig amerikai matematikus, a lineáris optimalizálás egyik úttörője, a szimplex módszer megalkotója  (* 1914)
- június 20. – Jack Kilby, fizikai Nobel-díjat kapott (2000) az integrált áramkörökkel kapcsolatos felfedezéseiért (* 1923).
- augusztus 31. – Józef Rotblat lengyel származású Nobel-díjas brit fizikus (* 1908)
- október 28. – Richard Smalley (született 1943), kémiai Nobel-díjat kapott (1996) egy új szénforma felfedezéséért, a fullerénekért.
- november 16. – Henry Taube (született 1915), kémiai Nobel-díjat kapott (1983) az elektrontranszfer reakciók leírásáért, különösképpen a fémkomplexek esetében.